# Nguyễn Duy Hữu
Nguyễn Duy Hữu (sinh ngày 1 tháng 4 năm 1963) là thẩm phán cao cấp và chính trị gia người Việt Nam. Ông hiện là Chánh án Tòa án nhân dân tỉnh Đắk Lắk và Đại biểu Quốc hội Việt Nam khóa 14 nhiệm kì 2016-2021 thuộc đoàn đại biểu tỉnh Đắk Lắk. Ông từng là đại biểu Quốc hội Việt Nam khóa XII, thuộc đoàn đại biểu Đắc Lắk. Ông là đảng viên Đảng Cộng sản Việt Nam.

## Xuất thân và giáo dục
Nguyễn Duy Hữu sinh ngày 1 tháng 4 năm 1963, người dân tộc Kinh, không theo tôn giáo nào.
Ông có quê quán ở xã Đông Xá, huyện Đông Hưng, tỉnh Thái Bình.
Ông có trình độ Tiến sỹ Luật và Cao cấp lí luận chính trị.

## Sự nghiệp
Ngày 24 tháng 12 năm 1987, ông gia nhập Đảng Cộng sản Việt Nam.
Ông từng là Đại biểu Quốc hội Việt Nam khóa 12 tỉnh Đắk Lắk, đồng thời là Phó Giám đốc Sở Tư pháp tỉnh Đắk Lắk, Chủ tịch Hội luật gia tỉnh Đắk Lắk.
Ngày 22 tháng 5 năm 2016, ông trúng cử Đại biểu Quốc hội Việt Nam khóa 14 nhiệm kì 2016-2021 tỉnh Đắk Lắk.
Ông hiện là Chánh án Tòa án nhân dân tỉnh Đắk Lắk, Tỉnh ủy viên, Bí thư Ban cán sự Đảng Cộng sản Việt Nam Tòa án nhân dân tỉnh Đắk Lắk.